# Nemomydas brachyrhynchus
Nemomydas brachyrhynchus is een vliegensoort uit de familie Mydidae. De wetenschappelijke naam van de soort is, geplaatst in het geslacht Leptomidas, voor het eerst geldig gepubliceerd in 1886 door Osten-Sacken.
De soort komt voor in Mexico en de Verenigde Staten.